# Sémantický šum
Sémantický šum je jedním z činitelů ovlivňujících kvalitu lidské komunikace. Abychom mohli vysvětlit jeho podstatu, je třeba nejdříve objasnit nezbytné souvislosti.
Informace (sdělení, zpráva) má svoji složku syntaktickou (formální, jazykovou konstrukci – výraz) a složku sémantickou (obsahovou, významovou – význam).
Význam je k jazykové konstrukci neformálního (přirozeného) přiřazen konotací (vágní, subjektivní a emocionálně zabarvenou interpretací), tím, kterým lidským individuem, na základě jeho vnitropsychického kognitivního modelu, v některých případech ostrou interpretací bez vágnosti (pro umělé formální jazyky).
Poškozování syntaktické složky informace je jedním z důvodů zhoršování kvality komunikace, nazývá se syntaktickým šumem a zabývá se jím exaktní věda zvaná Teorie informace. Návazně pak technika a technologie pro zpracování a přenos informace.
Poškozování sémantické složky, kdy se nahodile zamlžuje význam, a tedy nahodile kolísá sémantický diferenciál, je dalším z důvodů zhoršování kvality komunikace a nazývá se sémantickým šumem. Tento problém spadá převážně do oboru psychologie.
Aplikace však mou být například v informačních technologiích.

## Definice
Sémantickým šumem rozumíme nahodilou změnu (fluktuaci) významu dané jazykové konstrukce probíhající v čase a v prostoru. V čase, rozumí se to, že každé z lidských individuí ve zvolených časových okamžicích dané jazykové konstrukci nahodile přiřazuje poněkud odlišný význam, tedy sémantický diferenciál konotace jazykové konstrukce se u každého lidského jedince v čase nahodile mění. V prostoru (diskrétním prostoru lidských individuí), rozumí se to, že každé lidské individuum z jisté skupiny, v jistý okamžik dané jazykové konstrukci přiřadí svůj subjektivní význam, poněkud odlišný od druhých lidí, každý podle svého subjektivního vnitropsychického kognitivního modelu.
Sémantický šum je tedy fluktuací významu dané jazykové konstrukce, tedy sémantického diferenciálu její konotace, v prostoru a v čase.
Charakter náhodnosti oněch změn je způsoben naší neschopností odhalit příčiny těch změn, tedy stanovit nějakou smysluplnou kauzální závislost. Příčiny totiž tkví ve změnách vnitřních kognitivních modelů zúčastněných lidských individuí a ty nám zůstávají skryty.

## Význam
Význam sémantického šumu je ten, že je mírou rozptylu významu jisté jazykové konstrukce (případně jejich soustavy) v čase i v prostoru. Čím je menší hodnota sémantického šumu, tím je menší rozptyl významu té jazykové konstrukce v čase i v prostoru a tím lepší je porozumění mezi komunikujícími („mluví si z duše“). Toto lze v některých případech dotáhnout k úplné dokonalosti, tedy sémantický šum zcela odstranit.

## Zmenšování, až odstranění sémantického šumu
Ideální stav v lidské komunikaci je ten, kdy myšlenky sdělujícího člověka se přenesou do vědomí adresáta bez zkreslení. Takového extrémního výsledku lze dosáhnout pouze použitím umělých prostředků, a to pouze v rámci exaktních věd, o nichž se zmíníme až později.
V ohraničené skupině lidí lze zmenšovat sémantický šum tak, že v ní lidé postupně navzájem poznávají kulturní, sociální i odborné zvyklosti a znalosti ostatních. A pak s jistou vstřícností a vhledem, podle toho orientují svoji  formulaci myšlenek na straně sdělujících, a konotaci sdělovaného podřizují očekávanému významu jazykových konstrukcí. Tohoto principu užívají i popisné (neexaktní) vědy, tak že budují odbornou terminologii, kdy základní termíny jsou vytvořeny vědeckým konsensem a ostatní jsou z nich odvozeny definitoricky. Lidé z příslušné vědecké komunity dost přesně znají (mají nastudovány) významy oněch termínů, tedy s malým sémantickým diferenciálem. Takto je vybudován odborný jazyk, umožňující přesnější komunikaci v rámci dotyčného oboru.  
Úplného odstranění sémantického šumu se dá dosáhnout pouze uměle, a to anulováním rozptylu významů dané jazykové konstrukce. Dá se toho dosáhnout zajištěním trvale nulové hodnoty sémantického diferenciálu konotace dané jazykové konstrukce a tak znemožněním fluktuace jeho hodnot. Je to cesta, kterou zvolil Newton při položení základu exaktních věd. Newtonova idea je, dívat se během poznání na svět digitálním – „dírkovaným“ filtrem poznání, namísto přirozeného lidského filtru poznání tvořeného vágností. Pro sdělování je v tomto případě použit formální jazyk, který z principu má (musí mít) exaktní konotaci (říkáme jí v tomto případě interpretace). Exaktní konotace vyžaduje: nulovou vnitřní vágnost (nulový sémantický diferenciál), zbavení se subjektivity a tak i emocionality. Z hlediska lidské psýchy jsou to požadavky hraničící s absurditou. Pro existenci exaktní vědy se vyžaduje, aby člověk (z dané vědecké komunity) byl schopen exaktní konotace (interpretace) jazykových konstrukcí použitého formálního jazyka. K tomu je třeba hlubokého vhledu, získaného studiem a aplikacemi studovaných vědeckých poznatků, tedy vytvořením ještě jiných, než přirozených vlastností lidské psýchy. Toto lidské úsilí nese plody v tom, že na straně člověka vysílajícího svoji ideu reprezentovanou formálním jazykem, je adresátem tato idea přijímána bez zkreslení. Toto se odehrává pouze v rámci exaktních věd. 
Ukazuje se, že digitalizace je vhodným nástrojem nejen pro potírání šumu syntaktického (digitální měřicí přístroje, digitální přenos a zpracování informace: rozhlas, televize, kamera), ale i šumu sémantického. Je však třeba si uvědomit, že se v obou těchto případech jedná o filozoficky odlišné principy.
Existuje však i samostatný vědní obor, který se zabývá metodami zmenšování sémantického šumu v komunikaci, probíhající především prostřednictvím textů. Je jím hermeneutika. Je v ní dávná snaha, překonávat komunikační bariéry dané kulturní, sociální i vzdělanostní různorodostí lidských komunit i jednotlivců a plynutím času a to i ve velkých měřítcích. 

## Použití sémantického šumu
Sémantický šum není jen negativum, může mít i pozitivní úlohu. Lze například využít sémantického šumu k zabezpečení informace.